# Immelhäuser Hof

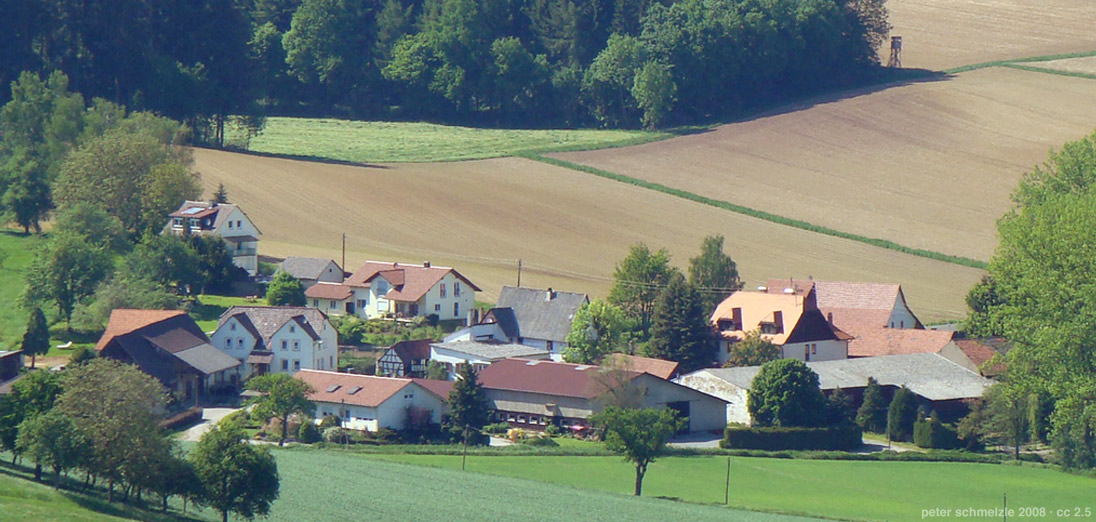
Immelhäuser Hof

Immelhäuser Hof im Südteil der Kernstadt (Gemarkung) Sinsheim

Der Immelhäuserhof ist ein historisches Hofgut im Südteil der Gemarkung (Kernstadt) von Sinsheim im Rhein-Neckar-Kreis im nordwestlichen Baden-Württemberg.

## Geografie
Der Immelhäuserhof liegt etwa zweieinhalb Kilometer nordwestlich von Weiler im Quellgebiet des Ilvesbaches etwa zwei Kilometer nordwestlich und unterhalb des Steinsbergs.

## Geschichte
Nach Karl Wilhelmi soll die Siedlung Immelhausen im 8. Jahrhundert zur selben Zeit wie Sinsheim entstanden sein. Nach dem Dreißigjährigen Krieg warben die Herren von Venningen, Grundherren von Weiler, aus der Schweiz nach dem Elsass geflohene Mennoniten als Pächter an. Diese siedelten sie auf dem verlassenen Hofgut und auf dem nahen Birkenauerhof an. 1650 kam so die Pächterfamilie Binkele auf den Immelhäuserhof. Die Großfamilie gründete dort eine Täufergemeinde, die bis 1912 ihre Zusammenkünfte auf dem Hof abhielt. Der Hof war zeitweise massiv ummauert und hatte auch einen eigenen Friedhof. Grabsteine und Mauerreste sind erhalten. Heute besteht die Hofsiedlung aus vier Höfen im Besitz verschiedener Familien.